# Acanthiophilus koehleri
Acanthiophilus koehleri är en tvåvingeart som beskrevs av Erich Martin Hering 1940. Acanthiophilus koehleri ingår i släktet Acanthiophilus och familjen borrflugor.
Artens utbredningsområde är Kamerun. Inga underarter finns listade i Catalogue of Life.